# Aske
Als Aske wurde vom 5. bis 9. Jahrhundert ein Ruderboot im Frankenreich und in den angelsächsischen Königreichen bezeichnet.
Vermutlich handelte es sich um eine Art Einbaum mit aufgesetzten Planken aus Eschenholz, da Aske für Esche steht.